# زوندا (رياح)

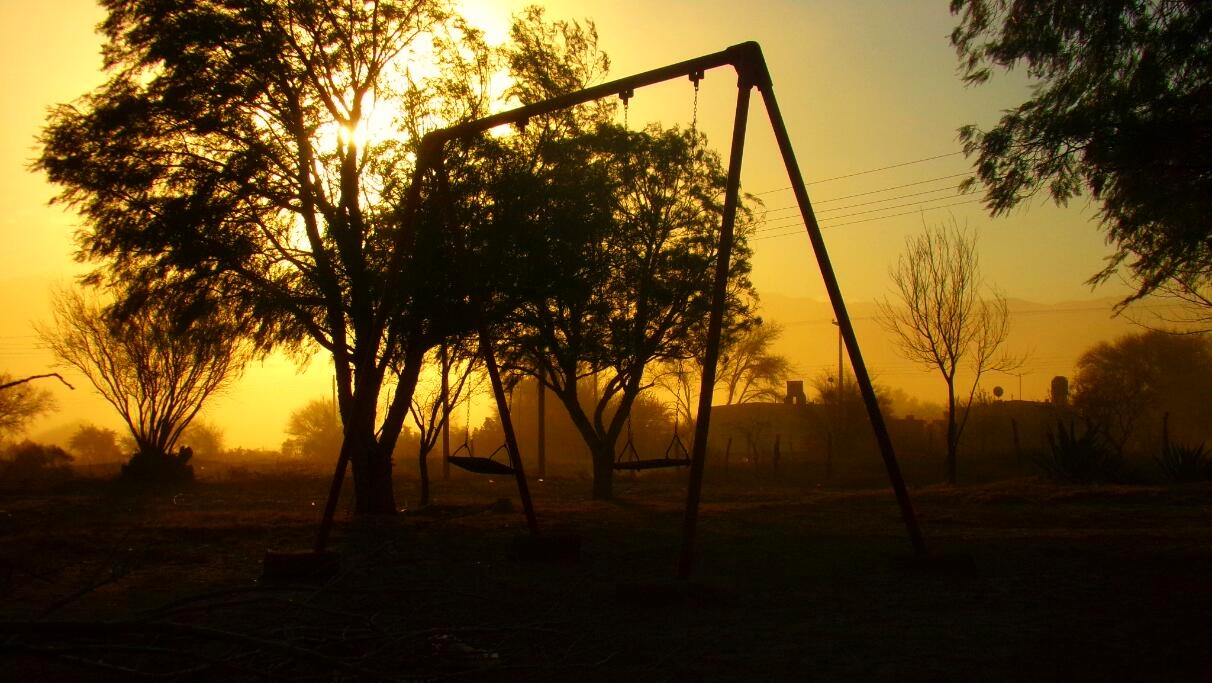
رياح زوندا بعد الظهر

زوندا (Zonda) هي رياح غربية حارة جافة ومتربة - من نوع رياح الفوهن - تهب على الأجزاء الغربية من الأرجنتين في فصل الربيع قبيل هبوب رياح البامبيرو.